# André Auffray
Alexandre Auffray, més conegut com a André Auffray   (Saumur, 13 de maig de 1884 - 12è districte de París, 4 de novembre de 1953), va ser un ciclista francès, que va córrer en els anys previs a la Primera Guerra Mundial.
Especialitzar en proves de pista, va prendre part en els Jocs Olímpics de Londres de 1908, on va disputat cinc proves del programa de ciclisme. Guanyà la medalla d'or en la prova de tàndem, formant parella amb Maurice Schilles, i la de bronze en la de 5000 metres. En la persecució per equips fou cinquè i també disputà les proves d'esprint i 660 iardes.
En proves d'esprint va guanyar els campionats de París el 1907. Aquell mateix any fou segon al Campionat del Món en pista en la prova de velocitat individual.

## Palmarès
- 1907
  - 1r al Gran Premi de París en velocitat amateur
- 1908
  - 1r en la prova de tàndem dels Jocs Olímpics
  - 3r en la prova dels 5000 metres dels Jocs Olímpics